# Missionsschwestern vom hl. Petrus Claver
Die Schwestern vom hl. Petrus Claver bilden eine internationale katholische Missionskongregation, die 1894 in Österreich von Maria Teresia Ledóchowska gegründet wurde. Das Mutterhaus befindet sich in Rom. Die Gesellschaft ist mit über 1100 Projekten in 70 Ländern vertreten.

## Geschichte

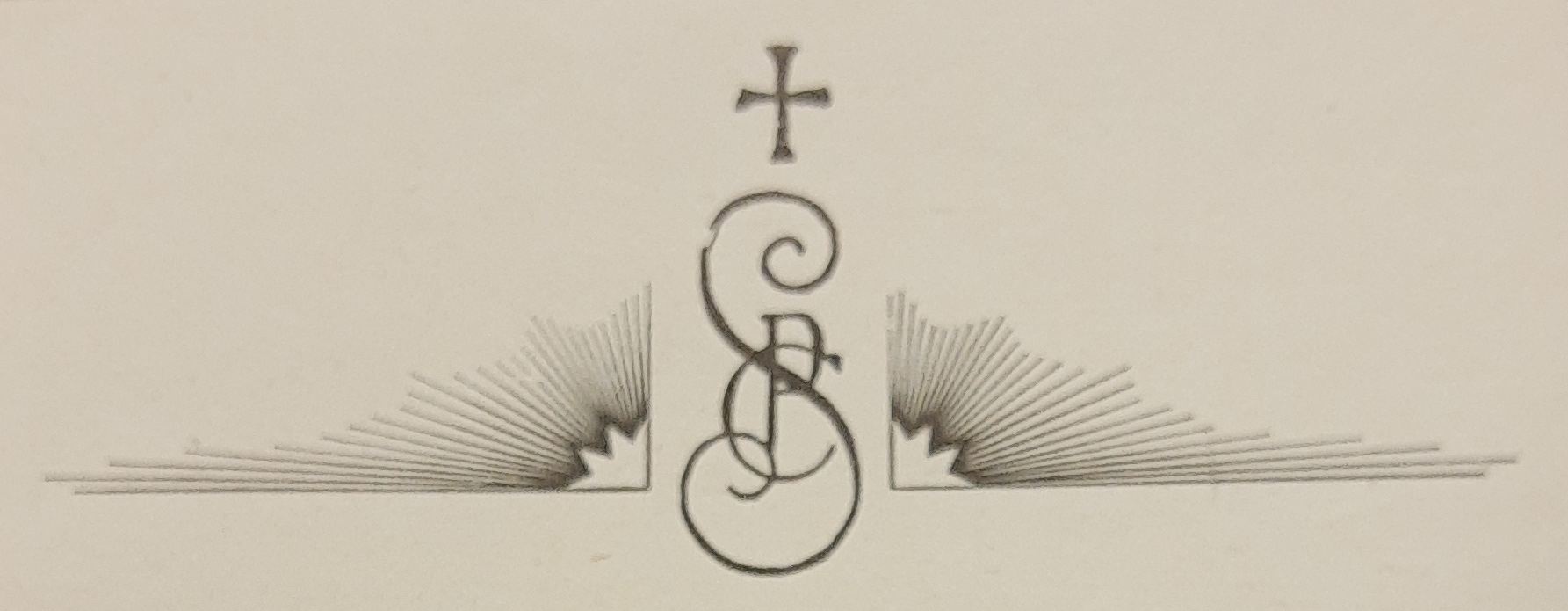
Logo der Petrus Claver Sodalität (1912)

Die Geschichte der Sodalität begann mit dem Engagement Kardinal Lavigéries für die Abschaffung des Sklavenhandels und für die Evangelisierung in Europa. Angeregt durch dessen Worte gründete Maria Teresia Ledóchowska mehrere Zeitschriften, darunter das Echo aus Afrika zur Propagierung des Missionsgedankens.
Um diesem Ziel gerechter zu werden, gab die adelig geborene Maria Teresia Ledóchowska ihre Stellung auf und rief, der Überlieferung zufolge einer Eingebung des Heiligen Geistes folgend, in Salzburg die Vereinigung „St. Petrus Claver Sodalität“ ins Leben. Sie erhielt den Namen des Heiligen Petrus Claver, des Schutzpatrons der Afrikamissionen. Die aus Laien bestehende Sodalität wurde am 29. April 1894 von Papst Leo XIII. gesegnet und gewann in den Folgejahren an Unterstützung und weltweite Verbreitung; inzwischen wirken kleine internationale Gemeinschaften der Sodalität in Nord- und Südamerika, Australien, Afrika und Asien für die Abschaffung der verschiedenen Formen der Sklaverei.

## Ziel der Sodalität

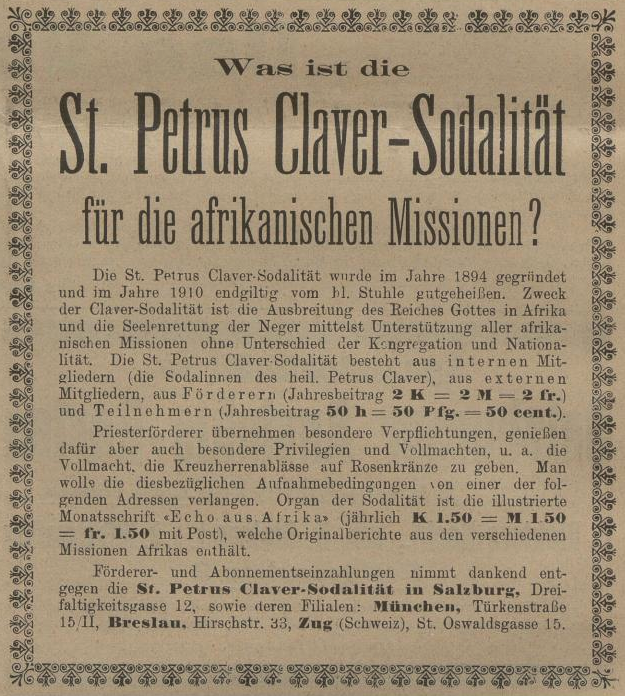
Eine Annonce aus 1910

Die Schwestern missionieren nicht aktiv. Das Ziel der Gründerin bestand vor allem darin, das missionarische Bewusstsein unter westlichen Katholiken zu erwecken. Bei einem Vortrag nach den Dreikönigsinitiativen des Jahres 1916 überschrieb Ledóchowska ihren Wiener Vortrag mit folgendem Titel: „Die St. Petrus Claver Sodaltität – eine Propaganda-Gesellschaft (kein Sammelverein)“. Dieses gesteigerte Bewusstsein von missionarischer Not in aller Welt erfolgt durch die Verbreitung von schriftlichen Missionsinformationen und religiösen Publikationen, die eine spirituelle und materielle Unterstützung von Missionsprojekten zur Folge haben sollen. Die Missionsprojekte der Schwestern betreffen unter anderem die Bekämpfung von Folgen der modernen Sklaverei, etwa missbrauchte Straßenkinder und Opfer der Prostitution. Auch die Ausbildung einheimischer Priester, der Bau von Kirchen, Kapellen, Spitälern und Dorfschulen werden gefördert. Ebenso werden einheimische, christliche Druckwerke unterstützt.

## Echo aus Afrika
Die Sodalität gab zwei Monatsschriften heraus, das Echo von Afrika und das Negerkind, die 1926 in neun Sprachen erschienen. Das Negerkind wurde später umbenannt. Echo aus Afrika erscheint bis heute.

## Gemeinschaften in der Schweiz

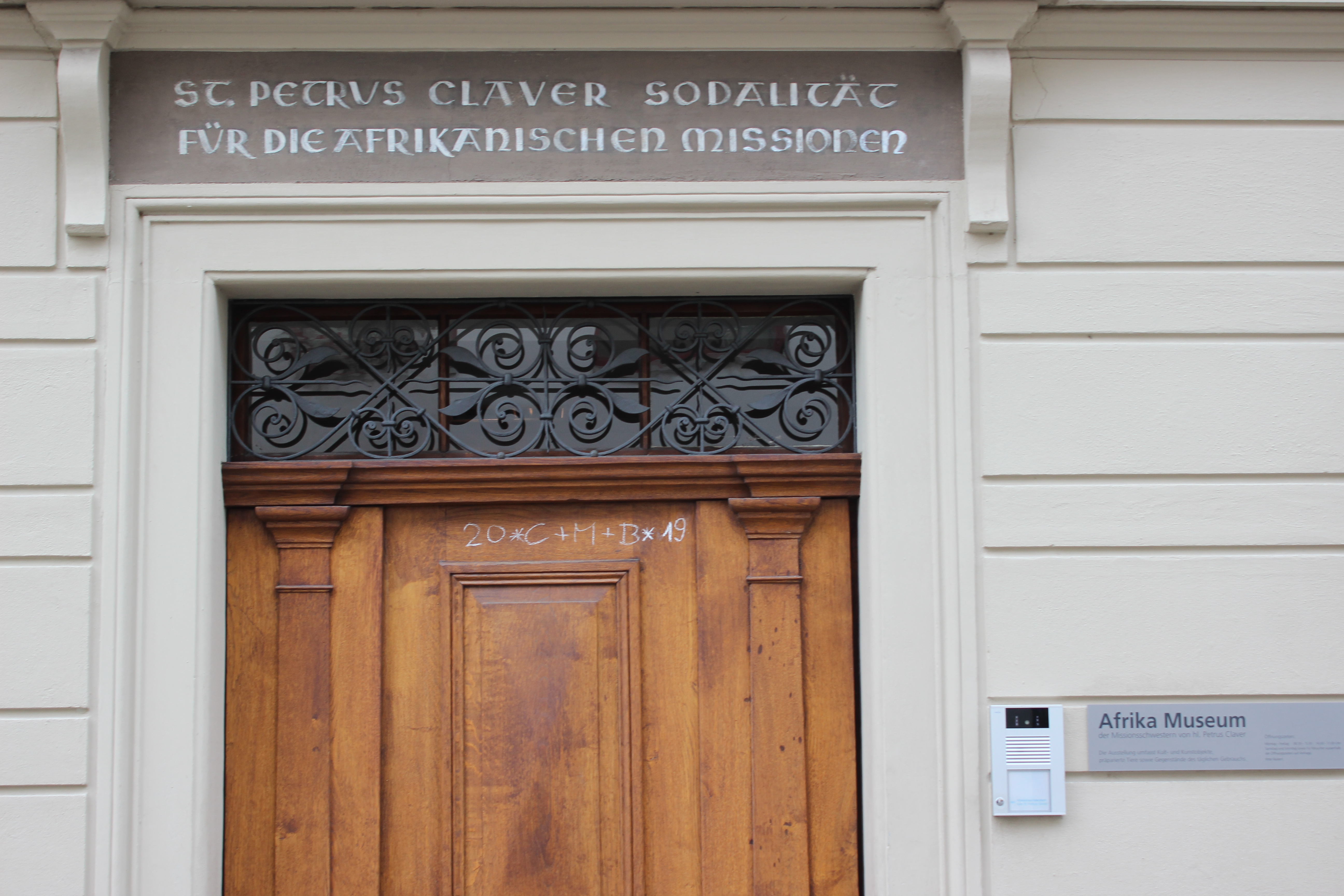
Eingang zur Petrus-Claver-Sodalität in Zug

Maria Teresia Ledóchowska ließ 1905 ihr Ziel verlauten, in jedem Kanton der Schweiz über Abgabestellen zu verfügen, die alle von einer ebenfalls in der Schweiz zu gründenden Zentralstelle abhängen sollten. Abgabestellen hatten die Aufgabe, die von der Sodalität herausgegebenen Zeitschriften und Bücher zu verkaufen sowie Geld und andere Spenden entgegenzunehmen.
Die zentrale Koordinations- und Anlaufstelle wurde 1905 in Zug eingerichtet. Seither besteht die Gemeinschaft unter dem Namen St. Petrus Claver Sodalität Zug an der St.-Oswalds-Gasse. Sie ist als Verein organisiert und seit 1909 im Zuger Handelsregister eingetragen. Die Sodalität betreibt an der St. Oswalds-Gasse 17 ein Afrika-Museum mit Exponaten, die ihr aufgrund ihrer Missionstätigkeit geschenkt worden sind.
Der Zuger Filiale kam bereits wenige Jahre nach ihrer Gründung eine wichtige Rolle zu. Mit dem Eintritt Italiens in den Ersten Weltkrieg konnte die Tätigkeit der Generalstelle in Rom nicht aufrechterhalten werden. Die in der neutralen Schweiz gelegene Zuger Filiale übernahm die Funktion der Missionszentrale der Sodalität, weil von hier aus die Überweisung von Geldern nach Afrika noch möglich war. Auch die Produktion der französischen und englischen Ausgabe des Echos aus Afrika wurde während der Kriegszeit nach Zug verlegt.
Während des Zweiten Weltkriegs übernahm die Sodalität in Zug erneut die internationalen Finanztransfers sowie die Herstellung verschiedener Druckerzeugnisse.
Eine weitere Gemeinschaft lebt unter dem Namen Sœurs de St. Pierre Claver an der Route du Grand-Pré 3 in Freiburg im Üechtland.